# Fodor Oszkár (színművész)
Fodor Oszkár, született Fuchs Oszkár (Nagyvárad, 1880. január 4. – Budapest, 1950. január 5.) magyar színész, rendező, színigazgató.

## Életútja
Fodor (Fuchs) József és Grünwald Regina fiaként zsidó családban született. A reáliskola után Budapesten Rákosi Szidi színiiskoláját végezte el, jeles diplomájával 1901-ben. Első szerződése a kolozsvári Nemzeti Színházhoz kötötte, onnan elszerződött a délvidéki színikerülethez, Földesi Sándor nagybecskereki társulatához. 
1903-ban a budapesti Tarka Színpad szerelmes színésze és rendezője volt. Onnan 1905-ben Farkas Ferenc szabadkai színházához szerződött és ebben a minőségben működött Miskolcon, Temesvárott és Győrött. Igazgatói voltak még Palágyi Lajos, dr. Patek Béla, Komjáthy János és Sebestyén Géza, akitől akkor kérte szerződése felbontását, amikor Székesfehérvár városa 1915-ben igazgatóul megválasztotta.
Abban az időben már több cikluson keresztül a Országos Színészegyesület igazgatótanácsosa volt. Mint esztéta is komoly névre tett szert, több vidéki újságban állandóan szerepelt színpadművészeti cikkekkel. Két szakmunkája A vidéki színészet az állam szolgálatában és a Vidéki séta címűek feltűnést keltettek. Színdarabjai közül a Mária fia az újpesti Blaha Lujza Színházban került színre és 1929-ben jelent meg Dr. Gróf Balassa címmel négyfelvonásos színműve. 1929 áprilisában Pécsett bemutatták Fellegvár című színművét. 
A Színészegyesület rendezői ösztöndíját 1915 szeptemberében kapta meg, de azt megelőzően és azután is éveket töltött Berlinben, Londonban és Bécsben, ahol mindenütt mint rendező, színész, filmdramaturg és filmíró működött. Sok német és magyar film főszerepét játszotta. 1925-ben megalakította és kultuszminiszteri engedéllyel vezethette a Thália drámai stagionét. 1927-től 1938-ig a Pécsi Nemzeti Színház igazgatója volt. Emlékezéseit Negyven fokos lázban címmel adta ki 1942-ben. 
1933. augusztus 6-án Nagykanizsán házasságot kötött a nála 25 évvel fiatalabb Harczos (Herczner) Irén színésznővel.
Testvéröccse Fodor Andor színész volt (meghalt 1913-ban), aki egy időben a Magyar Színháznál működött.

## Főbb rendezései
- Giuseppe Verdi: Az álarcosbál
- Madách Imre: Az ember tragédiája
- Edward Knoblauch: A faun

## Fontosabb művei
- Tengerre magyar!; Magyar Tudományos Könyvkiadó, Budapest, 1909
- Színházi séta. A Miskolczi Nemzeti Színház tagjainak arcképcsarnoka; szerzői, Miskolc, 1910
- A vidéki színészet az állam szolgálatában; Wolf Biz., Győr, 1913
- Fellegvárban. Színmű; Nemzeti Színház, Pécs, 1929
- Lelkek antennája. Regény; Bárd, Budapest, 1946

## Drámái
- Mária fia (1929)
- Dr. Gróf Balassa (1929)